# Ентони (Тексас)
Ентони (енгл. Anthony) град је у америчкој савезној држави Тексас. По попису становништва из 2010. у њему је живело 5.011 становника.

## Демографија
Према попису становништва из 2010. у граду је живело 5.011 становника, што је 1.161 (30,2%) становника више него 2000. године.
| Група             | 2000.         | 2010.         |
| Белци             | 479 (12,4%)   | 915 (18,3%)   |
| Афроамериканци    | 149 (3,9%)    | 460 (9,2%)    |
| Азијати           | 8 (0,2%)      | 47 (0,9%)     |
| Хиспаноамериканци | 3.187 (82,8%) | 3.478 (69,4%) |
| Укупно            | 3.850         | 5.011         |